# Quella notte
Quella notte è un romanzo del 1987 scritto da Alice McDermott. Il libro è stato anche ripubblicato con il titolo Una cosa difficile come l'amore.

## Trama
Situato a Long Island, negli anni Sessanta, Rick e Sheryl, i due innamorati di alta scuola che diventano amanti, perdono la situazione nelle proprie mani di fronte alle rigide convenzioni del tempo e del luogo in cui Sheryl rimane incinta.

## Adattamento cinematografico
Nel 1992 viene fatto un film intitolato Calde notti d'estate con Eliza Dushku e Juliette Lewis.